# غملول خماسي الفصوص
الغملول خماسي الفصوص (باللاتينية: Acantholimon quinquelobum) نوع نباتي يتبع جنس الغملول من الفصيلة الرصاصية.

## الموئل والانتشار
موطنه تركيا وأرمينيا.

## الوصف النباتي
الورقة ذات خمسة فصوص.